# Medaille

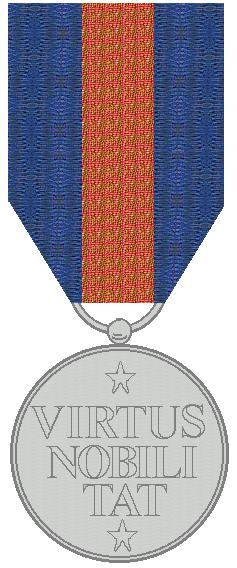
Medaille van een Broeder van de Orde van de Nederlandse Leeuw, keerzijde met de ordespreuk

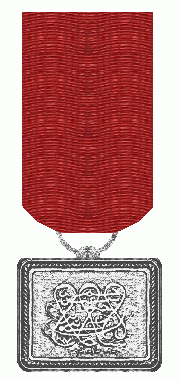
De rechthoekige Medaille van Verdienste van de Sultan van Zanzibar

Een medaille is een klein metalen ere- of herinneringsteken dat soms uitgereikt wordt wanneer iemand een bijzondere prestatie heeft verricht. Het is een tastbaar symbool van de onderscheiding die aan iemand wordt uitgereikt. Er zijn ook medailles die een kunstvoorwerp zijn en medailles die als herinnering aan een geboorte, beleg of een andere gebeurtenis werden geslagen.
Een medaille kan vaak op de kleding gespeld worden. Zo'n medaille hangt meestal aan een kort gekleurd lint, dat deel uitmaakt van de medaille. Andere medailles kunnen aan een langer lint om de hals worden gedragen. Een medaille die niet gedragen wordt, is een legpenning. In de praktijk worden medailles alleen bij speciale gelegenheden gedragen.
In de sportwereld gebruikt men een gouden medaille voor de eerste plaats, zilver voor de tweede plaats en brons voor een derde plaats. Men spreekt informeel van een gouden, zilveren of bronzen plak.
Het begrip 'medaille' is nauw verbonden met een 'lintje', een 'herdenkingsmunt' en een 'erepenning'. Deze termen lopen in het dagelijks taalgebruik in elkaar over.
Meestal, maar niet altijd, zijn sterren, kruisen en ridderorden hoger in aanzien dan medailles. Een Eremedaille verbonden aan de Huisorde van Oranje is zo'n uitzondering. Een medaille voor moed zal in het maatschappelijk verkeer ook hoger worden aangeslagen dan een ridderorde die men uit louter beleefdheid ontving.
Een medaille is meestal rond, maar er zijn ook ovale en rechthoekige medailles bekend. Een rechthoekige medaille die niet aan lint is verbonden, wordt een plaque genoemd.

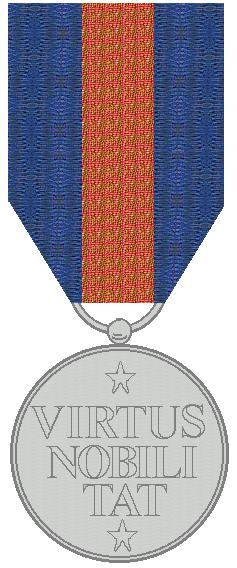
Medaille van een Broeder van de Orde van de Nederlandse Leeuw, keerzijde met de ordespreuk
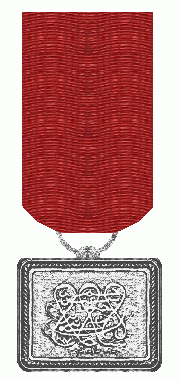
De rechthoekige Medaille van Verdienste van de Sultan van Zanzibar
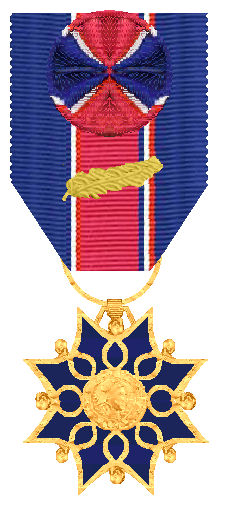
Ook dit is officieel een medaille
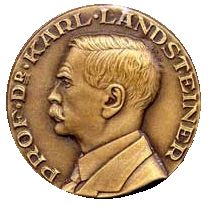
Karl Landsteiner Penning door Jac.J. van Goor (1931)
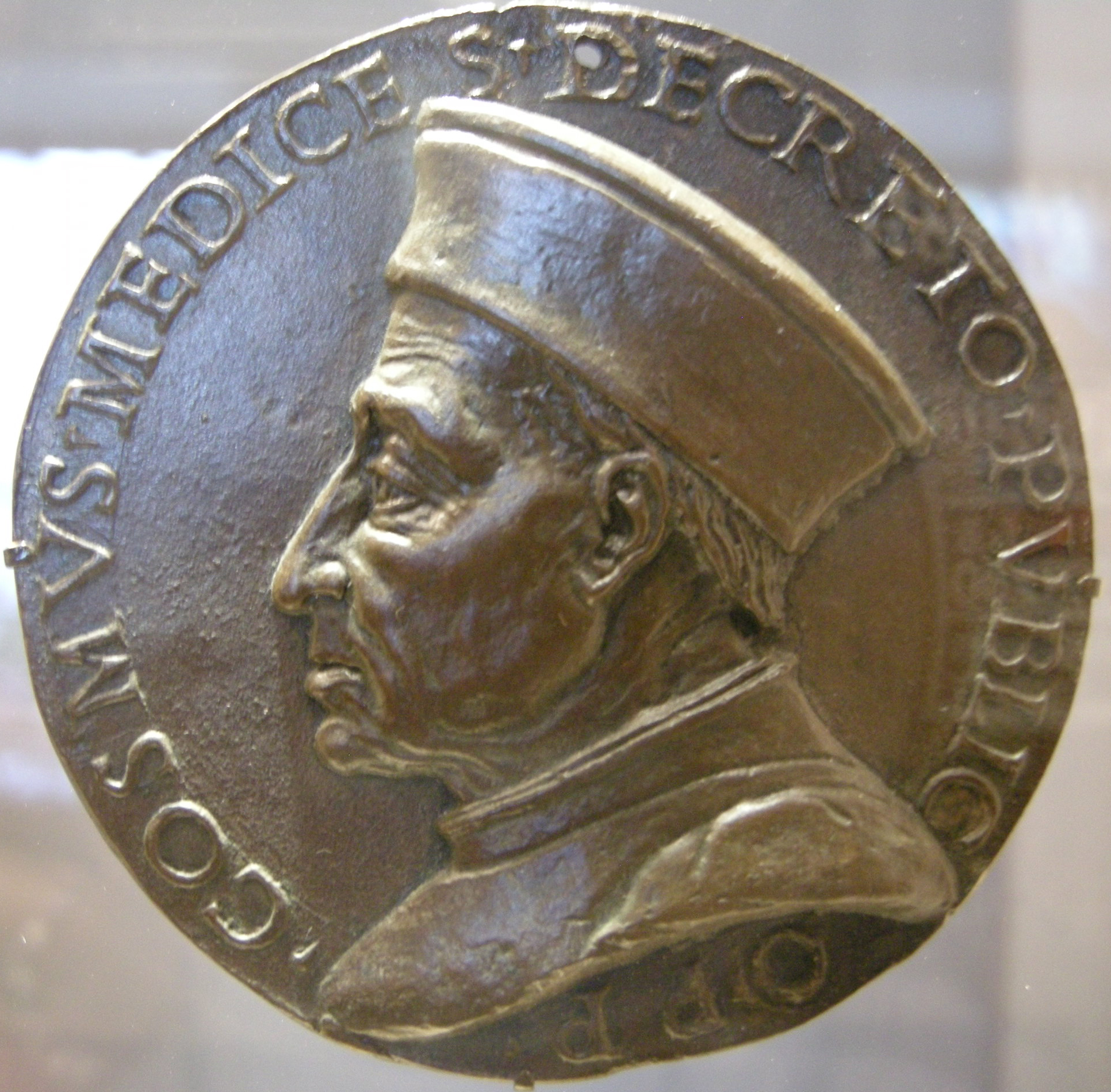
Deze portretmedaille was als kunstvoorwerp gedacht
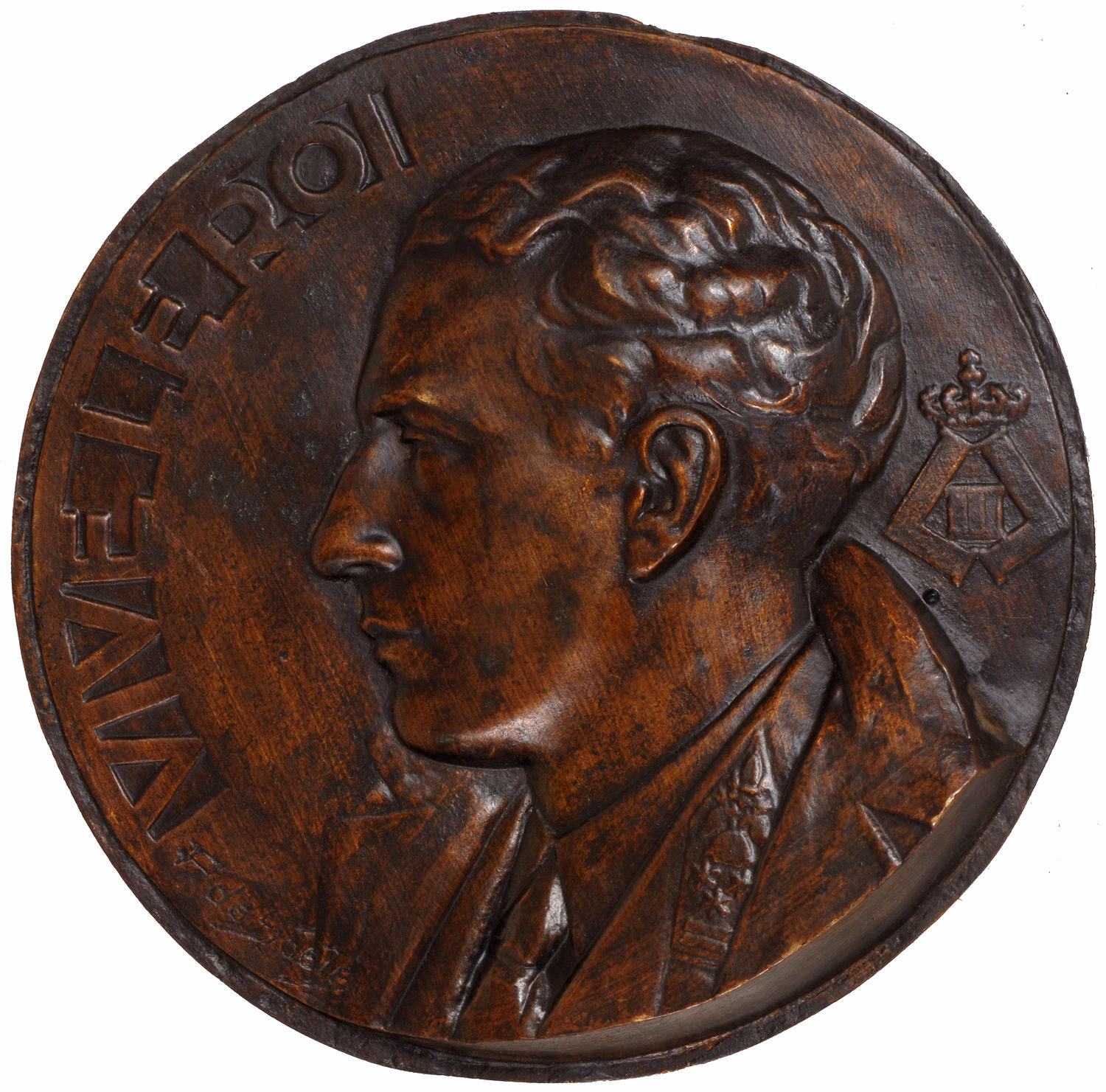
Medaille in Bas-Reliëf ontworpen door Pierre De Soete uit de Collectie Bas-reliëfs van Marie-Louise Dupont met Leopold III afgebeeld